# المسح الضوئي للتصوير بالموجات فوق الصوتية في المجال القريب

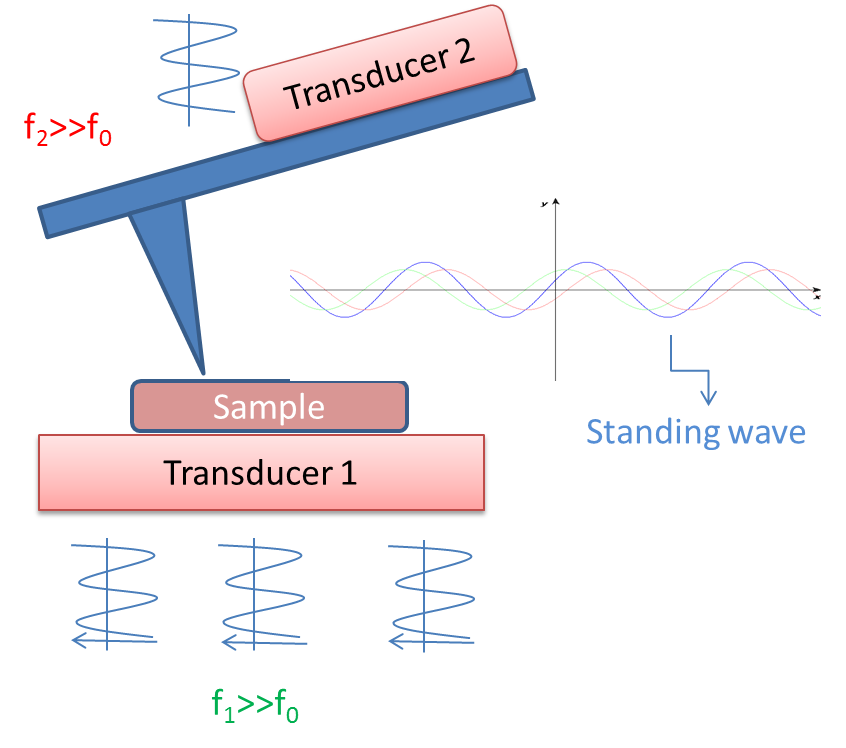
مبدأ المسح الضوئي للتصوير بالموجات فوق الصوتية في المجال القريب

المسح الضوئي للتصوير بالموجات فوق الصوتية في المجال القريب (بالإنجليزية: Scanning near-field ultrasound holography (SNFUH))هي طريقة لإجراء تصوير عالي الدقة على نطاق نانو غير مدمر للهياكل المدفونة والمضمنة. المسح الضوئي للتصوير بالموجات فوق الصوتية في المجال القريب أمر مهم لتحليل المواد والبنى والظواهر لأنها تستمر في التقلص على مقياس المايكرو/النانو. يعد المسح الضوئي للتصوير الفوتغرافي بالموجات فوق الصوتية في المجال القريب هو نوع من تقنية فحص المسبار المجهري (SPM) التي توفر معلومات العمق بالإضافة إلى الدقة المكانية على نطاق 10 إلى 100 نانومتر.

## التاريخ
تم تطوير المسح الضوئي للتصوير بالموجات فوق الصوتية في المجال القريب في عام 2005 في جامعة نورث وسترن (إلينوي) بواسطة العالمين قاجيندرا شخاوات (Gajendra S. Shekhawat) وفيناياك درافيد (Vinayak P. Dravid)، وقد أمكن بفضل هذه التقنية مراقبة هياكل الوصلات النحاسية في وسط فراغي بواسطة مادة غير شفافة.

## أسلوب الجهاز
يقوم المسح الضوئي في المجال القريب بجمع التصوير بالموجات فوق الصوتية بين التحليل المجهري الصوتي للقوة الذرية، والتحليل المجهري للقوة فوق الصوتية. يتم استخدام محولات طاقة تنتج ترددات عالية. عادة التردد الصادر يكون أكبر من التردد الرنان للعتبة الناتنة. يتم وضع محول واحد أسفل العينة والآخر متصل بالعتبة الناتنة. يمكن أن يطلق على العتبة الناتنة اسم هوائي الصوت ذو مسبار مجهري، والذي يستشعر تداخل الموجات الصوتية المرسلة من محولات الطاقة. تشكل تداخل هذه الموجات أسطح صوتية ذات موجاتٍ راكدة. تختلف ترددات الموجات بعض الشيء، وتتم مراقبة الاضطرابات المتعلقة بسعة وطور موجات الأسطح الصوتية ذات الموجات الراكدة بواسطة الهوائي عن طريق استعمال طريقة «القفل» والوحدة الإلكترونية للفحص المجهري بالمسبار. وقد قام شخاوات ودرافيد بتطوير هذه الوحدة الإلكترونية ودمجها مع موجة الراديو التي تستعمل تقنية «القفل».
يتم استخدام وضعين: وضع الاتصال الناعم، والذي يستعمل للهياكل الصلبة. وضع التلامس القريب، والذي يتم صنع الطرف أولاً للمس الأسطح ثم يتم استخدام الرافع "f 2-5 nm" للعينات البيولوجية.

## المزايا التي تفوق تقنيات مسح المجهر التحقيقي (SPM) الأخرى
يستفيد هذا الأسلوب من طور وسعة الموجات الفوق صوتية المنتشرة وإنتاج صور ذات دقة عرض بمقياس النانو للهياكل الفرعية الداخلية. تعد تقنية المسح الضوئي غير مدمرة وتوفر تصوير فضائي حقيقي ومعلومات معمقة ومعلومات مخفية في المواد، تحتوي الدقة المكانية على نطاق 10 - 100 نانومتر ويمكنها دراسة نظم مواد مختلفة.